# Rode Dorp (Weststellingwerf)
Rode Dorp (Stellingwerfs: Et Rooie Dorp; Fries: It Reade Dorp) is een buurtschap in de gemeente Weststellingwerf, in de Nederlandse provincie Friesland. De plaatsnaam wordt ook weleens gespeld als Het Rode Dorp.
Sinds 1989 valt het formeel onder Zandhuizen, waarvan het ten zuidwesten is gelegen. Daarvoor viel het onder Noordwolde, dat ten zuiden is gelegen van de buurtschap. De buurtschap omvat de bewoning aan de Rode Dorp (incluis het huis in de weglus in het aanpalende bos) en de zijstraat Schans.
22 huizen aan de straat Rode Dorp zijn gemeentelijke monumenten. Dit omdat deze huizen onderdeel zijn van een bouwproject uit 1920 van de Stichting tot Verbetering van de Volkswoningbouw. De plaggenhutten in en rond het gebied, onder meer staand aan het verdwenen Bakkerspad, werden zo vervangen met voor die tijd ruime huizen met een bijbehorende schuur. De daken van de woningen zijn rood en daaraan dankt de buurtschap ook zijn naam.
In 1985 en begin 1986 vond er een grote renovatie plaats van de 22 woningen, waarvoor de bewoners een jaar lang in tijdelijke behuizing werden ondergebracht.